# Tata Institute of Fundamental Research
El Tata Institute of Fundamental Research (TIFR, por sus siglas en inglés) es una universidad pública ubicada en Mumbai, India. Opera bajo el paraguas del Departamento de Energía Atómica del Gobierno de la India. Se encuentra en Navy Nagar, Colaba, Mumbai, con un campus en Bangalore, International Centre for Theoretical Sciences (ICTS) y un campus afiliado en Serilingampally cerca de Hyderabad. TIFR realiza investigaciones principalmente ciencias naturales, matemáticas, ciencias biológicas y ciencias teóricas de la computación.

## Historia
En 1944, Homi J. Bhabha, conocido por su papel en el desarrollo del programa de energía atómica indio, escribió a la Fundación Sir Dorabji Tata solicitando asistencia financiera para establecer un instituto de investigación científica. Con el apoyo de J. R. D. Tata, entonces presidente del Grupo Tata, el TIFR fue fundado el 1 de junio de 1945, y Homi Bhabha fue nombrado su primer director. El instituto comenzó a funcionar dentro del campus del Instituto Indio de Ciencia en Bangalore antes de trasladarse a Mumbai ese mismo año. El nuevo campus del TIFR en Colaba fue diseñado por el arquitecto Helmuth Bartsch, quien vivía en Chicago, y fue inaugurado por el primer ministro Jawaharlal Nehru el 15 de enero de 1962.
Poco después de la independencia de la India, en 1949, el Council of Scientific and Industrial Research (CSIR) designó a TIFR como centro para todos los proyectos a gran escala en investigación nuclear. El primer grupo de física teórica fue establecido por los estudiantes de Bhabha B. M. Udgaonkar y K. S. Singhvi. En diciembre de 1950, Bhabha organizó una conferencia internacional en TIFR sobre física de partículas elementales. Varios científicos de renombre mundial asistieron a la conferencia, incluidos Rudolf Peierls, Léon Rosenfeld, William Fowler, así como Meghnad Saha, Vikram Sarabhai y otros que aportaron su experiencia desde la India. En la década de 1950, TIFR ganó prominencia en el campo de la física de rayos cósmicos, con la creación de instalaciones de investigación en Ooty y en las minas de oro de Kolar.
En 1957, se construyó la primera computadora digital de la India, TIFRAC, en TIFR. Siguiendo las sugerencias del fisiólogo británico Archibald Hill, Bhabha invitó a Obaid Siddiqi a establecer un grupo de investigación en biología molecular. Esto resultó en la creación del National Centre for Biological Sciences (NBCS por sus siglas en inglés), Bangalore veinte años después. En 1970, TIFR inició investigaciones en radioastronomía con la instalación del radiotelescopio Ooty. Alentado por el éxito de ORT, Govind Swarup persuadió a J. R. D. Tata para que ayudara a establecer el Radiotelescopio Gigante de Ondas Métricas cerca de Pune, India
TIFR obtuvo el estatus de universidad acreditada en junio de 2002. Para satisfacer la creciente demanda de espacio necesario para los laboratorios de investigación y alojamiento, el instituto está construyendo un nuevo campus en Hyderabad.

## Investigación
La investigación en TIFR se distribuye en tres escuelas, que trabajan en ciencias matemáticas, ciencias naturales, tecnología y ciencias de la computación.

### Escuela de Matemáticas
Desde su nacimiento en la década de 1950, varias contribuciones a las matemáticas provienen del TIFR School of Mathematics. Las contribuciones notables de los matemáticos de TIFR incluyen la prueba de Raghavan Narasimhan del encaje de superficies de Riemann abiertas en {\displaystyle \mathbb {C} ^{3}}, el trabajo de C. S. Seshadri en módulos proyectivos sobre anillos de polinomios y los resultados de M. S. Narasimhan en la teoría de operadores pseudodiferenciales.
Narasimhan y Seshadri escribieron un artículo seminal sobre fibrados vectoriales estables, un trabajo que ha sido reconocido como uno de los más influyentes en el área. M. S. Raghunathan inició la investigación en TIFR sobre grupos algebraicos y discretos, y fue reconocido por su trabajo en rigidez.

### Escuela de Ciencias Naturales
La Escuela de Ciencias Naturales se divide en siete departamentos que trabajan en varias áreas de física, química y biología.
Dentro de la física, el Departamento de Física Teórica fue creado por Bhabha, quien realizó investigaciones en física de altas energías y física de la materia condensada. El departamento trabajó en los principales avances en este período, como las teorías de gauge, la teoría de cuerdas, la renormalización y la superconductividad. El Departamento de Astrofísica trabaja en áreas como estrellas binarias, ondas gravitacionales y cosmología. El TIFR está involucrado en la construcción del primer detector de ondas gravitacionales de la India. El Departamento de Física de Altas Energías de TIFR, ha estado involucrado en importantes proyectos de aceleradores como el KEK, Tevatron, LEP y el LHC . TIFR también opera la instalación del acelerador de partículas Pelletron. La motivación de Bhabha resultó en el desarrollo de un espectrómetro NMR para estudios de estado sólido. El Departamento de Física de la Materia Condensada y Ciencias de Materiales también realiza investigaciones experimentales en superconductividad de alta temperatura, nanoelectrónica y nanofotónica.

### Escuela de Tecnología y Ciencias de la Computación
La Escuela de Tecnología y Ciencias de la Computación surgió de las primeras actividades llevadas a cabo en TIFR para construir computadoras digitales. Hoy en día, sus actividades abarcan áreas como algoritmos, teoría de la complejidad, métodos formales, probabilidad aplicada, teoría del aprendizaje, finanzas matemáticas, teoría de la información, comunicaciones, etc.

### Departamento de Ciencias Biológicas
El Departamento de Ciencias Biológicas fue creado por Obaid Siddiqi a principios de la década de 1960 como un grupo de biología molecular. A lo largo de los años, se ha expandido para abarcar varias otras ramas de la biología moderna. El departamento cuenta con catorce laboratorios que abarcan varios aspectos de la biología molecular y celular moderna.

## Alumnos notables
- Ranjan Roy Daniel (1923-2005), ex subdirector de TIFR y ganador del premio Padma Bhushan[13]
- Jitendra Nath Goswami, científico jefe Chandrayaan-2
- Vijay Kumar Kapahi, astrofísico y laureado con el premio Shanti Swarup Bhatnagar[14]
- B. V. Sreekantan, astrofísico y ganador del premio Padma Bhushan[15]
- K. R. K. Easwaran, biofísico molecular, laureado con el premio Shanti Swarup Bhatnagar[16]
- Ghanshyam Swarup, biólogo molecular, laureado con el premio Shanti Swarup Bhatnagar[17]
- B. L. K. Somayajulu, geoquímico, laureado con el premio Shanti Swarup Bhatnagar[18]
- G. Naresh Patwari, químico, laureado con el premio Shanti Swarup Bhatnagar[19]
- Maneesha S. Inamdar, bióloga de células madre, laureada con el premio N-Bios[20]

## Institutos afiliados
TIFR también incluye institutos fuera de su campus principal en Colaba y Mumbai:
- Centro Homi Bhabha para la Educación en Ciencias en Deonar, Mumbai
- Centro Internacional de Ciencias Teóricas en Bangalore
- Centro Nacional de Ciencias Biológicas en Bangalore
- Centro Nacional de Radioastrofísica en Pune
- Instalación Nacional de Globos en Hyderabad
- Centro TIFR para Matemáticas Aplicables, en Bangalore
- TIFR Hyderabad

## Programa de Investigación para Estudiantes Visitantes
El Programa de Investigación para Estudiantes Visitantes (VSRP, por sus siglas en inglés) es un programa de verano llevado a cabo anualmente durante la temporada de verano por el Tata Institute of Fundamental Research. El VSRP se ofrece en las materias de Física y Astronomía, Química, Matemáticas, Biología y Ciencias de la Computación.

## Enlaces
- Sitio web oficial

- Datos: Q142617
- Multimedia: Tata Institute of Fundamental Research / Q142617